# 天主教阿韋利諾教區
天主教阿韋利諾教區（拉丁語：Dioecesis Abellinensis），是義大利一個天主教教區。屬貝內文托總教區。
教區位於阿韋利諾省西部，包括三十四市。現任教區為主教為方濟·馬里諾。2012年有教友158,800人，佔總人口97.2%。有六十四個堂區、司鐸103位。

## 歷史
第一位有文獻記載的主教參加了496至499年間在羅馬舉行的宗教會議，而教區的主保聖人則於311年殉道。自969年5月29日教區，貝內文托教區升為總教區起，教區一直受其管轄。
1466年5月9日弗里真托與阿韋利諾兩個教區聯合，1818年6月27日前者被撤銷，轄區被納入阿韋利諾教區之內。